# Estudis de Miramar
Els estudis de Miramar van ser unes instal·lacions de la ciutat de Barcelona, des dels quals Televisió Espanyola emetia la programació a la Ciutat Comtal realitzada tant per a l'àmbit català com per a l'estat espanyol.
Els estudis de Miramar van tenir un paper destacat en la producció i emissió de programes de televisió, tant a nivell local com internacional. A més, van ser pioners en la producció de programes en català durant la dictadura franquista, tot i que aquests espais en aquest idioma van ser residuals fins a 1974, any en què es va iniciar una producció en català continuada.
Els estudis de Miramar es van especialitzar en programes d'entreteniment i concursos, i van acollir espais com "Balcón del Mediterráneo", "Amigos del martes", "X-O da dinero", "Carrusel", "Ayer noticia, hoy dinero", "Panorama", "Discorama", "Club Miramar" o "Cosas" . A més, van comptar amb professionals reconeguts com José Luis Barcelona, Federico Gallo, Enrique Martí Maqueda, Mario Beut, Juan José Castillo, Mònica Randall, Marisol González o Aurora Claramunt.

## Història
Aquest palauet, enclavat a la muntanya de Montjuïc i dins dels jardins Forestier, veu la llum gràcies a l'Exposició de 1929 destinat a ser un restaurant des del qual gaudir de les boniques vistes de Barcelona.
L'arquitecte encarregat va ser Ramon Raventós i Farrarons (1892-1976), qui també va construir les Torres Venecianes de la Plaça d'Espanya. Els estudis es van inaugurar el 14 de juliol de 1959, i José Luis Barcelona (presentador i un dels pioners en la programació produïda des dels estudis de Miramar) va obrir les emissions amb la frase "Buenas tardes desde el balcón del Mediterráneo" i va donar pas a un programa que amb aquest mateix nom es va emetre durant mitja hora. Amb guió de Federico Gallo i Enrique Rubio Ortiz, aquest espai va mostrar imatges amb els monuments més emblemàtics de la Ciutat Comtal i l'orquestra de portaavions Saratoga va interpretar temes musicals. També hi va haver una actuació d'un duo humorístic, «Kim & Kiko», i unes exhibicions de castellets, de la guàrdia urbana de Barcelona i una agrupació de sardanes.
Des del principi, Barcelona va ser un dels centres de producció més importants de TVE. L'estudi de Miramar va ser durant molts anys l'únic enllaç de TVE amb la xarxa Eurovisió de la Unió Europea de Radiodifusió i per ell passaven tots els programes i notícies internacionals. Es van convertir en un competidor dels estudis del paseo de la Habana situats a Madrid.
Barcelona es va encarregar de distribuir per tot Espanya la retransmissió en 1960 del casament de Fabiola i Balduí de Bèlgica, un dels esdeveniments que va impulsar el consum de televisió al país, i va fer el mateix amb esdeveniments mundials com el Tour de França o el Festival d'Eurovisió. La majoria de la programació local en desconnexió s'emetia en castellà, i encara que el 27 d'octubre de 1964 es va emetre el primer programa en català de la història de la televisió, La ferida lluminosa de Josep Maria de Sagarra (emesa dins l'espai Teatro Catalán que s'oferia els últims dimarts de cada mes), els espais en aquest idioma durant la dictadura franquista van ser residuals fins a 1974, any en què es va iniciar una producció en català continuada.
El 15 de febrer de 1959 es va emetre en proves un partit de futbol entre el Reial Madrid i el FC Barcelona. Al capdavant dels estudis es va situar Luis Ezcurra com a director i Enrique de las Casas com a cap de programes.
El 1963 s'emetia des de Miramar el programa de més audiència de l'època, "Reina por un dia"; un drama en tota regla.
A partir de 1965, uns altres estudis que es trobaven a l'Hospitalet de Llobregat van complementar la producció de programes feta directament des de Miramar, ja que l'edifici de Montjuïc es quedava petit.
El centre de producció de Miramar es va especialitzar en programes d'entreteniment i concursos. Entre els espais emesos des d'aquests estudis destaquen Balcón del Mediterráneo, Amigos del martes, X-O da dinero, Carrusel, Ayer noticia, hoy dinero, Panorama, Discorama, Club Miramar o Cosas i en la seva plantilla van figurar entre altres professionals José Luis Barcelona, Federico Gallo, Enrique Martí Maqueda, Mario Beut, Juan José Castillo, Mònica Randall, Marisol González o Aurora Claramunt. Altres programes i professionals com Giravolt (Antoni Serra); l'infantil Terra d'escudella; Nova Gent (Salvador Escamilla); Musical Express (Ángel Casas) o Vostè pregunta (Joaquim Maria Puyal) pertanyen ja als anys setanta, dècada en la qual s'incrementà notòriament la producció de programes en català.
El 27 de juny de 1983 TVE Catalunya es va traslladar a Sant Cugat del Vallès. Allà, a més, es van construir noves instal·lacions i els antics estudis van quedar abandonats. El nombre de treballadors afectats per la nova situació dels estudis va ser de 300, sobre una plantilla total de 700, aproximadament. Un dels avantatges dels nous estudis va ser l'eliminació de les interferències (les quals es donaven en alguns programes) que fins al moment produïa Ràdio Barcelona. La interferència s'originava davant la necessitat d'enviar el senyal a l'antena del Tibidabo, des d'on havia de ser remodulada en àudio i vídeo. La interferència es produïa en els programes emesos des de Barcelona i consistia en unes ratlles en diagonal, que partien de l'angle superior dret de la pantalla de la televisió. Les càmeres dels nous estudis eren de fabricació alemanya i idèntiques a les que es van utilitzar per cobrir el campionat mundial de futbol de 1982. Més tard l'edifici va ser remodelat i ampliat i es va reconvertir en l'hotel de luxe que hi ha actualment, amb unes vistes excel·lents sobre la ciutat, el port i el mar.